# La Villedieu-du-Clain
La Villedieu-du-Clain település Franciaországban, Vienne megyében. Lakosainak száma 1526 fő (2022. január 1.). La Villedieu-du-Clain Aslonnes, Gizay, Nieuil-l’Espoir, Nouaillé-Maupertuis és Roches-Prémarie-Andillé községekkel határos.

## Népesség
A település népességének változása:
| Lakosok száma | 1579 | 1591 | 1622 | 1592 | 1573 | 1555 | 1536 | 1524 | 1526 |
|               | 2013 | 2015 | 2016 | 2017 | 2018 | 2019 | 2020 | 2021 | 2022 |